# Космос-429
Космос-429 је један од преко 2400 совјетских вјештачких сателита лансираних у оквиру програма Космос.
Космос-429 је лансиран са космодрома Тјуратам, Бајконур, СССР, 20. јула 1971. Ракета-носач Р-7 Семјорка (рус. Семёрка) (8К71, НАТО ознака SS-6 Sapwood) са додатим степеном је поставила сателит у орбиту око планете Земље. Маса сателита при лансирању је износила 4000 килограма. Космос-429 је био осматрачки сателит.